# In the Darkest of Nights, Let the Birds Sing
In the Darkest of Nights, Let the Birds Sing, a menudo abreviado como In the Darkest of Nights, es el cuarto EP de la banda estadounidense de indie rock Foster the People, y el primero en consistir enteramente en material que no pertenece a un álbum. Se grabó de forma remota durante los confinamientos por COVID-19 de 2020 y fue su primer lanzamiento después de su salida de Columbia Records. Lo lanzaron de forma independiente el 11 de diciembre de 2020.
Musicalmente, In the Darkest of Nights es un EP de indie rock, con influencias psicodélicas e instrumentación de sintetizador. Sus letras giran en torno al concepto de amor y muchas de sus canciones fueron escritas sobre la relación entre el cantante Mark Foster y su esposa, Julia Garner. Produjo tres sencillos; «Lamb's Wool», «The Things We Do» y «Under the Moon». Es el último lanzamiento de la banda que cuenta con el baterista Mark Pontius, quien dejó la banda al año siguiente.

## Antecedentes y desarrollo
Tras el lanzamiento de su tercer álbum de estudio, Sacred Hearts Club, y cuatro sencillos que no pertenecen al álbum, Foster the People se separó de su sello, Columbia Records. Sobre la separación, Foster dijo que había «caído en la trampa de sentirme cómodo, sabiendo que tenía otras personas con experiencia que aportarían ideas para nosotros», pero notó que la «identidad de la banda estaba empezando a diluirse porque estábamos dejando que otras cosas [...] influyeran». Dijo que la «visión de la banda [sería] más pura» sin influencias externas.
In the Darkest of Nights se grabó a lo largo de 2020, durante la pandemia de COVID-19. La banda grabó de forma remota, configurando un servidor Dropbox donde compartieron archivos y revisaron canciones hasta que estuvieron listas para mezclar. La experiencia de Foster con la pandemia fue mixta, ya que pasó tiempo con su esposa pero sintió «una táctica [de emociones]; miedo, incertidumbre, depresión, ansiedad, ira», y las canciones del EP se hicieron como una respuesta a ese momento. En marzo de ese año, la banda publicó en su sitio web un ensayo sobre la unidad durante la pandemia. El ensayo, escrito por Foster, acompañó el lanzamiento de un sencillo que no forma parte del álbum, «It's Ok to Be Human».

## Lanzamiento y promoción
La banda mostró por primera vez nueva música en su cuenta de Instagram en abril de 2020, antes del lanzamiento del sencillo principal «Lamb's Wool» el 22 de mayo. Alcanzó el puesto 36 en las listas de Hot Rock & Alternative Songs. «The Things We Do» se lanzó el 10 de julio, y las ganancias se dividieron equitativamente entre cuatro organizaciones benéficas; Black Lives Matter International, The Bail Project, Rebuild Foundation y el Underground Museum. El 4 de agosto, la banda apareció en el Late Night with Seth Meyers, interpretando «Lamb's Wool» desde sus casas.
El 12 de noviembre, la banda anunció oficialmente In the Darkest of Nights, acompañado del lanzamiento del sencillo «Under the Moon». El EP fue lanzado el mes siguiente. Se lanzó una edición limitada en vinilo, impresa por Third Man Pressing. Se lanzaron visualizadores para las pistas del EP, dirigidos por los miembros de la banda y Partiyeli. El 1 de abril de 2021, se lanzó un vídeo musical animado de «Lamb's Wool», dirigido por Thomas Jarrett. La banda no realizó una gira para el lanzamiento, pero interpretó canciones del mismo en su serie de espectáculos de tres noches en el Wiltern Theatre en 2021.

## Composición y canciones
In the Darkest of Nights consta de seis temas de indie rock. Foster dijo que cada una de sus canciones «trata sobre una faceta diferente del amor». Según Kat Pittalis de Palatinate, las canciones del EP son más experimentales y exhiben influencias más abiertas del pop psicodélico que en los lanzamientos anteriores de la banda. Foster calificó su sonido como «un reflejo de todo lo que Foster the People ha tocado sonoramente desde el principio».
El tema que abre el EP, «Walk with a Big Stick», es una canción alegre que contiene una línea de bajo andante y armonías inspiradas en The Beach Boys. Vincent Tran, de The Daily Californian dijo que el estribillo de la canción era como «ver al hombre más atrevido de la habitación abandonar su personalidad y convertirse en una papilla sentimental en los brazos de su amante, antes de volver a salir por la puerta». La inspiración para «Cadillac» apareció al principio del proceso de escritura, cuando Foster se imaginó conduciendo un Cadillac «hacia lo desconocido» con su futura esposa, Julia Garner.
El sencillo principal, «Lamb's Wool», se originó unos años antes del lanzamiento del EP, cuando murió la abuela de Isom Innis, una pianista que le enseñó a tocar. Innis escribió la música en su honor. La letra surgió más tarde, cuando el tío de Foster recibió un diagnóstico de cáncer. Foster describió la letra de la canción como «una conversación entre mi tío, Dios y yo». La canción tardó años en completarse, pero pudo tocar la canción terminada para su tío antes de morir. «The Things We Do» presenta instrumentación sintetizada y voces autoajustadas. Foster declaró que la canción trataba «sobre cómo todo el mundo es un bicho raro cuando nadie mira». «Under the Moon» está influenciado por trip-hop y presenta una interpretación vocal inusualmente baja de Foster. Dijo que la canción era «una canción de amor sobre cuando estás lejos de la persona que amas. Puedes [...] mirar la luna por la noche y saber que ambos están compartiendo ese momento». Hace un uso destacado del sintetizador Prophet-5. «Your Heart is My Home» presenta instrumentos de viento y una sección de cuerdas.

## Título y embalaje
El título del álbum fue elegido en referencia a la importancia de «las cosas que están ahí que nos recuerdan que el mundo es hermoso» durante 2020, según Foster  La portada es una fotografía tomada por Nikoli Partiyeli e ilustrada por Young & Sick, quien también realizó el arte de la portada de Torches (2011) y Supermodel (2014). El lanzamiento en vinilo de In the Darkest of Nights presenta una lista de canciones ligeramente mezclada. Las posiciones de «Cadillac» y «Walk with a Big Stick» se intercambian, y «Imagination», un sencillo lanzado anteriormente, aparece como bonus track. Cuando se le preguntó sobre la inclusión de «Imagination», Foster dijo que sentía que la canción «merecía ser impresa en vinilo».

## Recepción de la crítica
In the Darkest of Nights recibió críticas mixtas de los críticos. Kat Pittalis de Palatinate calificó el EP como una «obra maestra», con un «enfoque más cinematográfico a la composición de canciones» que sus lanzamientos anteriores. Lo describieron como el «mejor trabajo de la banda hasta la fecha», con «pistas que los oyentes no pueden evitar sentirse atraídos y paralizados». Por el contrario, Vincent Tran de The Daily Californian criticó el EP. Llamó a sus canciones «tan vagas, aburridas y olvidables que el silencio podría haber sido la alternativa preferida de la banda». Destacó «Your Heart is My Home» como «la única pista del EP que justifica plenamente su existencia», pero en general calificó el lanzamiento como «pato rengo». Andrew Braithwaite de Music Talkers elogió a la banda por su «tremendo trabajo» al garantizar que el EP «siguiera siendo un cuerpo de trabajo cohesivo», a pesar de las circunstancias de su grabación.

## Lista de canciones
| Lista de canciones de In the Darkest of Nights, Let the Birds Sing versión digital |                         |          |  |
| N.º                                                                                | Título                  | Duración |  |
| 1.                                                                                 | «Walk with a Big Stick» | 3:04     |  |
| 2.                                                                                 | «Cadillac»              | 3:50     |  |
| 3.                                                                                 | «Lamb's Wool»           | 4:36     |  |
| 4.                                                                                 | «The Things We Do»      | 4:12     |  |
| 5.                                                                                 | «Under the Moon»        | 4:39     |  |
| 6.                                                                                 | «Your Heart is My Home» | 4:21     |  |
| 24:44                                                                              |                         |          |  |

Lista de canciones de versión vinilo

| Lado 1 |                         |          |  |
| N.º    | Título                  | Duración |  |
| 1.     | «Cadillac»              | 3:50     |  |
| 2.     | «Walk with a Big Stick» | 3:04     |  |
| 3.     | «Lamb's Wool»           | 4:36     |  |
| 4.     | «The Things We Do»      | 4:12     |  |
| 15:42  |                         |          |  |

| Lado 2 |                             |          |  |
| N.º    | Título                      | Duración |  |
| 1.     | «Under the Moon»            | 4:39     |  |
| 2.     | «Your Heart is My Home»     | 4:21     |  |
| 3.     | «Imagination» (bonus track) | 4:16     |  |
| 13:16  |                             |          |  |

## Créditos y personal
Los créditos están adaptados de las notas del EP.
Pistas 1 a 6
- Mark Foster – producción, ingeniería
- Isom Innis – producción e ingeniería
- Rich Costey - mezcla
- Howie Weinberg – masterización

«Imagination»
- Mark Foster - producción
- Josh Abraham - producción
- Oligée – producción
- Lars Stalfors – mezcla
- Howie Weinberg – masterización

Diseño artístico
- Nikoli Partiyeli – fotografía, diseño de envases de vinilo
- Young & Sick – diseño adicional